# Friedrich Lüttich
Friedrich Rudolf Lüttich (* 24. Juni 1849 in Wendelstein (Memleben); † 10. April 1912 in Frankenhausen) war ein deutscher Landwirt und Reichstagsabgeordneter.

## Leben
Lüttich war Sohn des königlich preußischen Oberamtmanns Julius Friedrich Lüttich, Pächter der Klostergüter Rossleben und Wendelstein/Unstrut (* Leimbach 11. Jan. 1803; † Halle/Saale 22. April 1867) und dessen Ehefrau Bertha Auguste Rockstroh. Er besuchte das Evangelische Ratsgymnasium Erfurt und das Gymnasium Georgianum (Lingen). Er erbte das Rittergut Esperstedt (Bad Frankenhausen) und wurde Landwirt. Seit 1873 Landkammerrat, wurde er 1880 Mitglied und 1896 Präsident des Landtages des Fürstentums Schwarzburg-Rudolstadt. Das Amt bekleidete er bis 1910.
Von 1893 bis 1898 war er Mitglied des Deutschen Reichstags für den Reichstagswahlkreis Fürstentum Schwarzburg-Rudolstadt (Königsee, Frankenhausen) und die Freisinnige Vereinigung.
Seit 1873 war Lüttich verheiratet mit Philippine Agnes Mathilde Stapf (1856–1929) aus Wiehe Kreis Eckartsberga.